# Шёнборн (Рейн-Лан)
Шёнборн (нем. Schönborn) — община в Германии, в земле Рейнланд-Пфальц.
Входит в состав района Рейн-Лан. Подчиняется управлению Катценельнбоген. Население составляет 739 человек (на 31 декабря 2010 года). Занимает площадь 11,71 км².
Из Шёнборна происходит графский род Шёнборнов.